# Свети Стефан (Конче)
Вижте пояснителната страница за други значения на Свети Стефан.
„Свети Стефан“ (на македонска литературна норма: „Свети Стефан“) е средновековна православна църква в радовишкото село Конче, източната част на Северна Македония. Част е от Брегалнишката епархия на Македонската православна църква – Охридска архиепископия.
Църквата е изградена в 1366 година от войводата Никола Станоевич и първоначално се е казвала „Света Богородица“. Първата живопис е от 1371 година и от нея е запазена малка част. Тук е погребана Катерина Бранкова.
Вторият слой живопис е от XVIII и XIX век. Иконите са дело на Димитър Папрадишки и Коста Вангелов от 1921 – 1922 година. Проектът за иконостаса е на Вангелов.